# Mirador de la serra de Pàndols
El Mirador de la serra de Pàndols és un espai històric d'homenatge i commemoració del Pinell de Brai, a la Serra de Pàndols, del que va ser un dels escenaris més determinants durant la batalla de l'Ebre, l'enfrontament més important de la Guerra Civil, desencadenada pel cop d'estat militar del juliol de 1936 contra la democràcia republicana. En aquest indret, l'Associació de Supervivents de la Lleva del Biberó va instal·lar als anys vuitanta el Cub de la Pau i es va adequar creant-hi un esplèndid mirador, que actualment està complementat amb un seguit de faristols explicatius de la importància de la cota durant la batalla de l'Ebre, a l'estiu de 1938.
En el context de la batalla de l'Ebre, el mirador de la serra de Pàndols (cota 705), també conegut com la Punta Alta, era un dels espais clau de la batalla, ja que des de la seva situació privilegiada es podien controlar i batre els altres punts elevats que l'envoltaven: el nucli del Pinell de Brai i part de la serra de Cavalls. És per aquest motiu que, a l'inici de l'ofensiva, el 25 de juliol, les forces republicanes van ocupar les principals alçades de la serra de Pàndols. Al principi d'agost, l'exèrcit franquista va intentar sense èxit, després d'intensos combats, desallotjar els republicans de Pàndols, els quals hi van romandre fins al 3 de novembre, tot just abans de retirar-se definitivament a l'altre costat de l'Ebre.